# Sarawak
| \| \| \| \| Flagge \| Wappen \|                                        |                                 |
| Bersatu, Berusaha, Berbakti (Malaiisch: Vereinigt, Fleißig, Engagiert) |                                 |
| Karte                                                                  |                                 |
| Hauptstadt                                                             | Kuching                         |
| Gouverneur                                                             | Abdul Taib Mahmud               |
| Ministerpräsident                                                      | Abang Johari Tun Openg, GPS-PBB |
| Fläche                                                                 | 124.450 km²                     |
| Bevölkerung                                                            | 2.453.677 Einwohner (2020)      |
| Sprachen                                                               | Iban, Malaiisch und weitere     |
| Höchste Erhebung                                                       | Gunung Murud (2423 m)           |
| Längster Fluss                                                         | Rajang (563 km)                 |
| Flagge von Sarawak                                                     | Wappen von Sarawak              |
| Flagge                                                                 | Wappen                          |

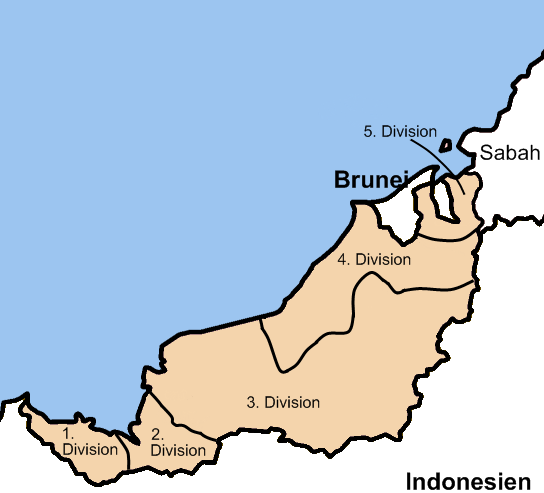
Die früheren 5 Verwaltungsdivisionen Sarawaks

Die heutigen 11 Verwaltungsdivisionen Sarawaks

Sarawak (Jawi: سراوق, Aussprache: [saˈrawaʔ]) ist ein Bundesstaat von Malaysia. Es liegt im Nordwesten der Insel Borneo und grenzt an das Sultanat Brunei, an Indonesien sowie an den benachbarten Bundesstaat Sabah, mit dem zusammen es den östlichen Teil von Malaysia bildet. Sarawak ist der flächenmäßig größte Bundesstaat Malaysias. Er ist die Heimat zahlreicher unterschiedlicher Volksgruppen, die anders als die Malaien, die im Rest des Landes politisch und kulturell dominieren, weder dem Islam angehören noch die malaysische Sprache als Erstsprache sprechen. Bekannt ist Sarawak als Bumi Kenyalang („Land der Nashornvögel“), der Rhinozerosvogel ist auch das Wappentier des Staates. Er spielt in den ethnischen Religionen einiger Volksgruppen Sarawaks eine große Rolle.
Benannt ist Sarawak nach dem durch die Hauptstadt Kuching fließenden Fluss Sarawak.

## Geographie
Sarawak befindet sich am Südchinesischen Meer auf der Insel Borneo und bildet zusammen mit Sabah, an das es im Nordosten grenzt, den Osten von Malaysia. Die Hauptstadt ist Kuching. Im Norden umschließt Sarawak das kleine Sultanat Brunei vollständig, während es im Süden und Osten eine lange Grenze mit Indonesien hat.
Topografisch kann Sarawak in drei Regionen unterteilt werden: die Küstenregion, das bergige Landesinnere und ein hügeliges Gebiet zwischen Küste und Bergen. Sarawak besteht zum Großteil aus bis zu knapp 2500 m aufsteigenden Regenwaldbergen, die an der Küste in Sumpfland übergehen. Um den zweithöchsten Berg von Sarawak, den im Norden liegenden, 2377 m hohen Gunung Mulu mit seinem bedeutenden Höhlensystem, wurde der Gunung Mulu National Park eingerichtet. Der Nationalpark Loagan Bunut besteht seit 1991.
Das tropisch feuchtheiße Klima hat im Jahresmittel Temperaturen von 27 °C.

## Bevölkerung
Die Einwohnerzahl beträgt 3.248.128 (Stand: 2021). 2006 hatte Sarawak etwa 2.357.000 Einwohner. Es zeichnet sich durch eine sehr starke ethnische Heterogenität aus. Die zahlenmäßig größte Ethnie ist die indigene Volksgruppe der Iban, die mit 1.280.154  Angehörigen etwa 39 % der Bevölkerung Sarawaks ausmachen. Weitere größere Gruppen sind Chinesen (23 %), Malaien (23 %) und zwei weitere indigene Völker, die Bidayuh (8 %) und die Melanau (5 %). Anders als in Westmalaysia machen Inder nur einen sehr geringen Teil der Bevölkerung aus. Der Rest der Bevölkerung in Sarawak wird abgesehen von ausländischen Einwanderern von kleineren indigenen Völkern (6 %) gebildet. Insgesamt werden im Artikel 161A 3(7) der malaysischen Verfassung 21 Volksgruppen genannt, teilweise noch mit mehreren Untergruppen, die als Einheimische Sarawaks (malay.: anak negeri, wörtl. „Kinder des Landes“) gelten. Viele dieser Gruppen haben nur wenige Tausend oder sogar nur einige Hundert Mitglieder. Insgesamt werden genannt:
Bukitan · Bisayah · Dusun · Dayak · Iban · Bidayuh · Kedayan · Kelabit · Kayan · Kenyah (inkl. Sabup & Sipeng) · Kajang (inkl. Sekapan, Kejaman, Lahanan, Punan, Tanjong & Kanowit) · Lugat · Lisum · Malaien · Melanau · Lun Bawang · Penan · Sihan · Tagal · Tabun · Ukit
Die am stärksten praktizierte Religion ist das Christentum mit einem Anteil von 42,6 % an der Gesamtbevölkerung. Allerdings sind durch Konversionen, Zuwanderung und die Bumiputra-Politik mittlerweile 32,2 % der Einwohner Muslime. Ferner sind 13,5 % der Einwohner Buddhisten sowie zusammen 6,0 % Anhänger des Daoismus, Konfuzianismus und chinesischer Volksreligionen. Nur noch 1,0 % sind offiziell Anhänger einer einheimischen ethnischen Religion. 0,2 % sind Hinduisten und 2,6 % sind konfessionslos.

## Geschichte

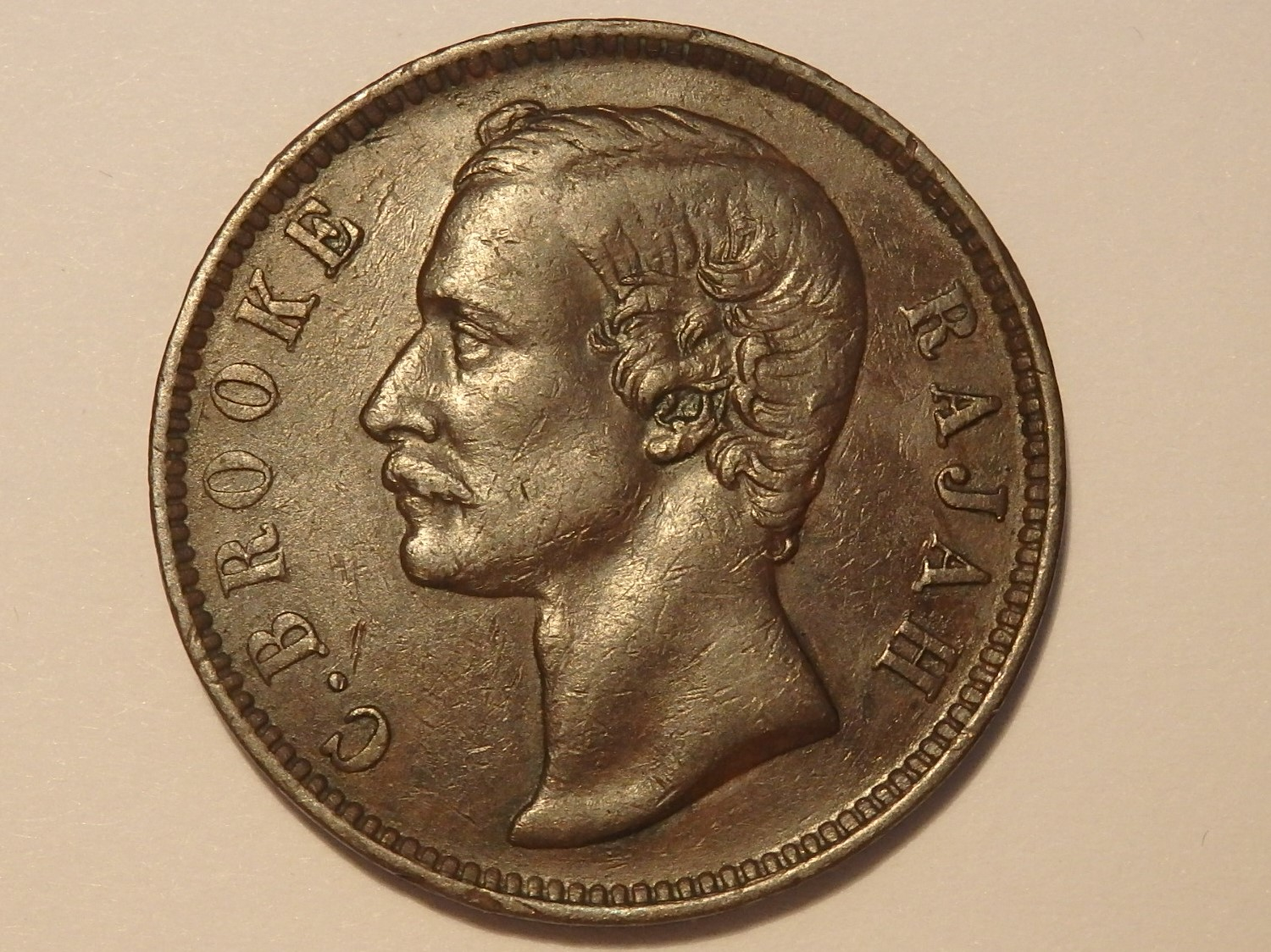
Sarawak 1 Cent von 1885, Porträt C. Brookes

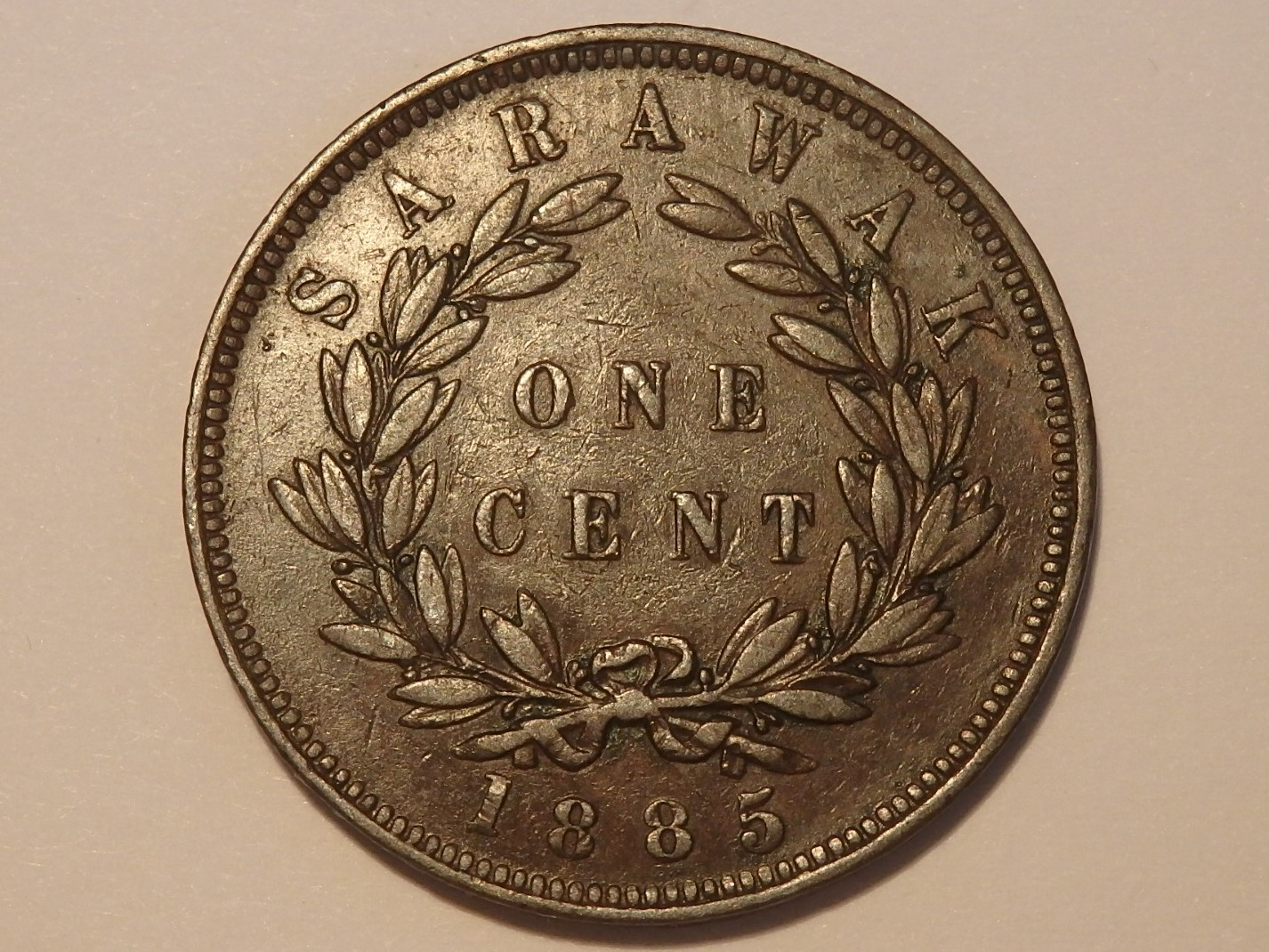
Wertseite, Sarawak 1 Cent von 1885

Flagge des Königreiches Sarawak (um 1870)

Flagge der Kronkolonie Sarawak (1946–1963)

Im 15. Jahrhundert erreichte der Islam über Sumatra, Java und die Malaiische Halbinsel auch die Küsten Borneos. Das Sultanat Brunei entstand, welches das heutige Gebiet von Sarawak zuvor beanspruchte.
1838 bereiste der englische Abenteurer James Brooke die Nordküste von Borneo, in einer Zeit, in der der Sultan von Brunei erhebliche Probleme mit dem Dayakvolk der Bidayuh hatte. Brooke half dem Sultan, die Streitigkeiten zu befrieden. Der Sultan machte ihn 1841 zum Lehnsmann, und drei Generationen der Brookes verwalteten ein Jahrhundert lang eigenständig das riesige Gebiet des heutigen Sarawak erst als persönliches Lehen, dann als Königreich Sarawak, auch nachdem es seit 1888 formal ein britisches Protektorat war. Die Brookes wurden die Weißen Rajas von Borneo genannt. Charles Vyner Brooke, der dritte weiße Raja, wurde durch die Japanische Invasion Borneos im Zweiten Weltkrieg 1942 vertrieben. Er kehrte 1945 nach Sarawak zurück, übergab aber 1946 die Herrschaft offiziell an die Briten, wodurch Sarawak Kronkolonie des Vereinigten Königreichs wurde.
Die Kronkolonie Sarawak nahm an den Asienspielen 1962 in Jakarta (Indonesien) teil. 
Im Jahre 1963 wurde Sarawak zum Bundesstaat des neu entstandenen Malaysias. Das flächenmäßig kleine Sultanat Brunei blieb selbständig. Heute umschließt Sarawak die zwei kleinen, durch ein Flusstal getrennten Gebiete des Sultanates Brunei vollständig.

## Wirtschaft und Umweltzerstörung
Sarawak hat Vorkommen an Erdöl und Erdgas, die hauptsächlich im Umfeld der Stadt Miri im Norden des Landes gefördert werden. Darüber hinaus werden Pfeffer und Kautschuk angebaut sowie Tropenholz exportiert. Zudem spielen in der Wirtschaft der Fischfang sowie Bauxitvorkommen eine Rolle. Der tropische Regenwald wird für Plantagen, auf denen Palmöl hergestellt wird, zerstört. Der Regenwald ist der Lebensraum bedrohter Tiere, darunter der Borneo-Zwergelefant, der Nasenaffe, der Borneo-Orang-Utan und der Sunda-Koboldmaki.
Der Staat Malaysia plant, ein riesiges Wasserkraftwerk (Bakun-Projekt) in Sarawak zu errichten. Weil der Strom auf der gesamten Insel Borneo nicht genügend Abnahme fände, ist geplant, den Strom über ca. 600 km Seekabel mit Kryotechnik auf die Malaiische Halbinsel zu bringen. Wegen verschiedener Finanzierungsprobleme der privaten Generalunternehmen sind zwei getätigte Anläufe auf Eis gelegt worden. Der erste Projektanlauf hatte um 1995 ein Volumen von zehn Milliarden  malaysischen Ringgit, nach damaligem Wert ca. vier Milliarden US-Dollar. Allein ein Drittel dieser Summe hätte sich gemäß den Planungen aus dem Holzeinschlag des zu flutenden Tales finanzieren lassen. Dieser Plan ist niemals gänzlich fallengelassen worden: das Tal soll, nach dem chinesischen Dreischluchtendamm, die zweitergiebigste Stromgewinnungschance der Erde bieten. Jedoch widersetzt sich die indigene Bevölkerung einer Umsiedlung; die Diskussionen um Vor- und Nachteile dieses Dammes sind phasenweise heftig in der malaysischen Öffentlichkeit (Stichwort Technikethik). Auch international wurde dieses Projekt kritisiert.
Im Rahmen des industriellen Entwicklungsprogramms SCORE (Sarawak Corridor of Renewable Energy) laufen seit 2008 erneute Planungen zum Bau von mehreren Wasserkrafttalsperren mit einer Gesamtleistung von 28.000 Megawatt. Verschiedene zivilgesellschaftliche Gruppen warnen vor den Folgen für Umwelt und Bevölkerung, wie der Überflutung von Wald- und Ackerflächen oder Zwangsumsiedlungen.
Der Holzeinschlag der Äquatorialregenwälder in Sarawak steht ebenso im Fokus der Öffentlichkeit: Wenn auch die malaysische Gesetzgebung heute ein abgestimmtes Vorgehen zur Holzerschließung vorsieht, so ist doch erkennbar, dass die von chinesischstämmigen Firmenpatronen dominierten Holzfirmen einen erheblichen ökologischen Schaden anrichten, weil oftmals die staatliche Überwachung gezielt beeinflusst und ausmanövriert wird, und die Methoden der Unternehmen allgemein als fragwürdig angesehen werden. Abdul Taib Mahmud, von 1981 bis zum Februar 2014 Ministerpräsident von Sarawak und seither dessen Gouverneur, und seine Familie häuften durch das Einschlagen von Edelhölzern ein Milliardenvermögen an. Als der Basler Umweltaktivist Bruno Manser die Abholzung des Regenwaldes und die Zerstörung des Lebensraumes der Penan öffentlich machte, setzte die Regierung von Sarawak unter Abdul Taib Mahmud ein Kopfgeld auf ihn aus. Im Jahre 2000 verschwand Bruno Manser spurlos in den Wäldern von Sarawak. Die Familie des Gouverneurs kämpft seitdem mit Hilfe der Basler Anwaltskanzlei Vischer, eine der größten Wirtschaftsanwaltskanzleien der Schweiz, mit Hilfe von Strafanzeigen und Zivilklagen gegen den Bruno-Manser-Fonds und seine Aufklärungskampagne über die Machenschaften der Familie. 
Der Tourismus stellt in Sarawak einen wichtigen Wirtschaftsfaktor dar. Der größte Flughafen ist der Kuching International Airport in der Hauptstadt Kuching.
Sehenswert sind die Höhlen von Niah, in denen von den hohen Decken in gefährlicher Turnerei auf Leitern und an Stricken die Nester der Salangane geerntet werden, wichtigste Zutat für die berühmte Schwalbennestersuppe.